# Estadio Juan Antonio Lavalleja (Minas)
El Estadio Juan Antonio Lavalleja es un estadio de fútbol ubicado en el Barrio Olímpico de la ciudad de Minas, en el departamento de Lavalleja, Uruguay y fue construido en 1956. Es más conocido como el Estadio Municipal, tiene una capacidad para 8000 espectadores y pertenece a la Intendencia de dicho departamento. En él se juegan los partidos más importantes del Campeonato Minuano organizados por la Liga Minuana de Fútbol de Lavalleja y a nivel de las selecciones de Lavalleja se utiliza para la Copa Nacional de Selecciones del Interior y la Copa Nacional de Selecciones del Interior Sub-18 organizados por la OFI.